# Saint-Georges-de-Pointindoux

Saint-Georges-de-Pointindoux este o comună în departamentul Vendée, Franța. În 2009 avea o populație de 1,508 de locuitori.